# Cassins koningstiran
De Cassins koningstiran (Tyrannus vociferans) is een zangvogel uit de familie Tyrannidae (Tirannen). De Nederlandse (en Engelse) naam verwijst naar de Amerikaanse ornitholoog John Cassin.

## Verspreiding en leefgebied
Deze soort komt voor van de zuidelijke Verenigde Staten tot Belize en telt twee ondersoorten:
- T. v. vociferans: van de zuidwestelijke Verenigde Staten tot centraal Mexico.
- T. v. xenopterus: zuidwestelijk Mexico.

## Status
De grootte van de populatie is in 2019 geschat op 8,8 miljoen volwassen vogels. Op de Rode lijst van de IUCN heeft deze soort de status niet bedreigd.